# V250
De V250, bijgenaamd Albatros, is een type hogesnelheidstrein, ontworpen door het Italiaanse Pininfarina, ontwikkeld en gebouwd door de eveneens Italiaanse fabrikant van rollend materieel AnsaldoBreda. De treinen waren aangeschaft voor inzet met merknaam van de treindienst Fyra, de hogesnelheidstreindienst tussen Amsterdam en Brussel met aftakking naar Breda, van de NS en de NMBS.
De trein werd vanaf 9 december 2012 in de commerciële dienst ingezet, in eerste instantie alleen tussen Amsterdam en Brussel. Door een slechte technische gesteldheid van het materieel zijn de treinen sinds 18 januari 2013 echter niet meer toegelaten in de commerciële dienst in België, waardoor ze sindsdien niet meer gebruikt worden. Nadat eind mei 2013 uit onderzoek bleek dat de technische staat van het materieel zodanig slecht was dat herstel zeker twee jaar zou duren, annuleerde zowel NMBS als NS eind mei 2013 het V250-project. Alle treinstellen zijn sindsdien teruggebracht naar Italië. De plaatselijke vervoerder Trenitalia heeft de treinen in 2017 verworven onder de naam FS ETR 700.

## Bestelling en levering

### Aanleiding
Na de gunning van de concessie van de HSL-Zuid aan HSA, werd er gezocht naar een serie aanvullende treinen naast de Thalys-treinstellen, voor de exploitatie van binnenlandse en internationale treindiensten. Deze treinen konden dan het binnenlands treinverkeer over de HSL-Zuid verzorgen en de vervanging van de Intercity Brussel zijn. Voor deze treindiensten werd gezocht naar treinen met voor die tijd unieke eisen. De maximumsnelheid zou moeten liggen op ten minste 220 kilometer per uur om de oorspronkelijk geraamde rijtijden te halen. Daarnaast dienden de treinen wegens het ondernemersplan van HSA ten minste 550 zitplaatsen te hebben. Daarnaast dienden de treinen te kunnen rijden met alle dan in België en Nederland bestaande bovenleidingsspanningen en treinbeveiligingssystemen, buiten de afwijkende systemen op de HSL-Zuid die deels nog onbekend waren.

### Aanbesteding en bestelling
Na een Europese aanbesteding voor de uitvraag van 26 treinstellen met de snelheid van 220 kilometer per uur meldden zich zes fabrikanten van rollend materieel. Door verschillende nieuwe, deels nog onbekende TSI-eisen bleven uiteindelijk Alstom en AnsaldoBreda over. Nadat de aandeelhouders NS en KLM van HSA besloten het aantal treinstellen in eerste instantie te verlagen van 26 tot 12, viel ook Alstom af en bleef AnsaldoBreda over. Alstom vond de serie te klein voor een nieuw ontwerp. In mei 2004 werd uiteindelijk het contract voor 12 treinstellen getekend, nadat AnsaldoBreda de maximumsnelheid op verzoek van HSA verhoogde van 220 naar 230 kilometer, en later tot 250 kilometer per uur. Er was een optie voor 14 extra treinstellen. In augustus 2005 werd besloten het aantal treinen uit te breiden tot 19. Het betrof de bestelling van 16 stellen door NS Financial Services voor lease aan HSA, en 3 door de NMBS. De 12 treinstellen hadden in 2007 geleverd moeten worden en in theorie gelijk in dienst gesteld moeten worden. Later zouden dan de resterende 7 treinstellen geleverd worden. Uiteindelijk werd pas in 2008 het eerste treinstel getest op een testtraject in Tsjechië. De treinstellen werden gebouwd in een filiaal van AnsaldoBreda in het Italiaanse Pistoia.
Al in 2005 werd duidelijk dat de opleverdatum niet kon worden gehaald. Bij het toenmalige Nederlandse Ministerie van Verkeer en Waterstaat waren er vermoedens dat problemen konden ontstaan met de levering van de V250 als gevolg van onervarenheid van AnsaldoBreda. Daarnaast ontstond er vertraging doordat de keuze voor het beveiligingsysteem laat gemaakt werd. Uiteindelijk werd voor het geheel nieuwe ERTMS 2.3.0. gekozen.

### Levering en toelating
In april 2009 werd het eerste treinstel als prototype naar Nederland gebracht, een maand later volgde een tweede treinstel dat wel een interieur had. In de zomer van 2009 werd het eerste treinstel gepresenteerd aan de pers, waarbij ook het merk Fyra werd gepresenteerd. In de daaropvolgende perioden werd geleidelijk het aantal V250-treinstellen in Nederland verhoogd. Deze stellen werden gebruikt voor toelatingsritten, klimaattesten in Wenen en uiteindelijk opleidingsritten voor machinisten en conducteurs. Deze opleidingsritten werden vanaf maart 2012 gereden. Vanaf juni dat jaar werden de treinstellen daadwerkelijk overgedragen aan NS Hispeed en geschikt geacht voor ritten met reizigers, ondanks dat er nog diverse problemen met de treinen waren.
Tot in de herfst van 2011 was het de hoop dat tussen Amsterdam en Brussel de V250 zou gaan rijden vanaf de aanvang van de dienstregeling 2012. Dat bleek niet mogelijk. Er waren problemen met de deuren, de software en de tractie-installatie.

## Uitvoering
De V250 is een treinstel bestaande uit acht rijtuigen, en heeft een maximumsnelheid van 250 kilometer per uur. De motoren bevinden zich in beide koprijtuigen en twee tussenrijtuigen. De trein kan rijden onder de Nederlandse en Belgische spanning, en de spanning van de hogesnelheidslijn Schiphol - Antwerpen, en is uitgerust met de beveiligingssystemen van België, Nederland en de hogesnelheidslijn. Door het ontbreken van een restauratierijtuig en een kleinere afstand tussen stoelen kon het aantal stoelen per trein verhoogd worden tot 546, een vergelijkbaar aantal stoelen als in een dubbeldeks TGV Duplex. 
De V250 was uitgerust met een tractie-installatie die bestond uit watergekoelde IGBT-omvormers die de bovenleidingsspanning van 1,5 kV=, 3 kV= of 25 kV~ omvormden tot draaistroom voor de tractiemotoren. Na de ombouw tot ETR 700 kon de V250 alleen nog onder 3 kV= en 25 kV~ rijden. 

## Inzet
Nadat de eerste V250-treinstellen begin juli 2012 voor commerciële ritten waren toegelaten, werd op 29 juli de eerste daadwerkelijke reizigersrit gereden. Deze ritten vonden tot september 2012 op facultatieve basis plaats. Vanaf dat moment reden de treinstellen wel volgens een dienstregeling extra ritten tussen Amsterdam en Rotterdam. In september 2012 waren de treinstellen ook in België toegelaten.

### Fyra Internationaal Amsterdam - Brussel

#### Start
De grootschalige inzet van V250 vond plaats vanaf 9 december 2012. Vanaf die dag werd de Intercity Amsterdam - Brussel vervangen door treindiensten over de hogesnelheidslijn, gereden met V250 onder de merknaam Fyra Internationaal. Er waren nog niet voldoende treinstellen afgenomen om een uurdienst te rijden en daarom reden er slechts 10 treinen per dag op het traject Amsterdam-Brussel v.v.

#### Problemen
Vanaf het begin van de Fyra-dienst Amsterdam - Brussel waren er problemen met de betrouwbaarheid van het materieel. Zo vielen in de eerste week treinen regelmatig uit en ontstonden er grote vertragingen. Volgens fabrikant AnsaldoBreda waren de technische problemen te wijten aan de infrastructuur. Alhoewel dit eerst aangemerkt werd als opstartproblemen, was dit een maand na de start van de treindienst nog steeds een probleem. Volgens de NMBS konden de problemen nog maanden aanhouden.
Op 15 januari 2013 viel de helft van de Fyra-treinen uit wegens defect V250-materieel, terwijl de andere helft reed met vertragingen van gemiddeld een uur. Tussen Antwerpen en Breda of Roosendaal werden bussen ingezet. Als gevolg van de winterse omstandigheden vielen twee dagen later, op 17 januari, zeventien van de twintig treinen uit, ofwel 85%. Bij een van de enkele treinen die wel reed, vond op 15 januari een incident plaats, waarbij door ijsvorming een bodemplaat van een V250-stel losliet op hoge snelheid. Twee dagen later werd deze bodemplaat gevonden in België. Als gevolg van dit incident besloot de Belgische Dienst Veiligheid en Interoperabiliteit der Spoorwegen (DVIS) deze dag de inzet van het V250-materieel op de HSL 4 te verbieden, waardoor de Fyra-treindienst noodgedwongen gestaakt werd.
Een dag later, op 19 januari, liet de NS weten dat AnsaldoBreda aansprakelijk gesteld werd voor de problemen. Tegelijkertijd maakte de NS bekend dat het afnameprogramma van nieuwe Fyra-treinen per direct werd stopgezet totdat de technische mankementen waren opgelost. Op dat moment waren negen van de zestien door de NS bestelde Fyra-treinen geleverd, de door de NMBS bestelde treinen waren alle nog niet afgeleverd. De NS had al ongeveer 100 miljoen euro betaald, de NMBS circa 35 miljoen euro. De totale kosten van de negentien bestelde treinstellen bedroegen omstreeks 400 miljoen euro.
Na het staken van de treindienst ging NS er eerst van uit dat de treinen 'over een paar dagen wel weer zouden rijden', maar op 19 januari werd bekendgemaakt dat het nog maanden kon duren voordat de V250-treinen weer ingezet konden worden. AnsaldoBreda bleef echter beweren dat de technische problemen met de V250 "binnen enkele dagen" opgelost zouden kunnen worden. Om een oplossing te vinden gaven de NMBS en de NS AnsaldoBreda de contractueel vastgelegde drie maanden tijd, om de technische mankementen met de V250 op te lossen. Als dat niet zou lukken, zou het contract eenzijdig kunnen worden opgezegd. Mansveld drong er alvast bij de NS op aan zo spoedig mogelijk een alternatieve treindienst Amsterdam – Brussel op te zetten.
Al snel na het begin van het onderzoek bleek dat problemen met het Europese beveiligingssysteem ERTMS een belangrijke rol zouden hebben. Dat systeem rekent op een GSM-Rail-netwerk (GSM-R), waarmee de trein permanent in verbinding staat. Het levert informatie over de snelheid en positie, waardoor seinpalen overbodig worden. Bij de grens tussen België en Nederland moet de Fyra-trein overschakelen op het GSM-R-netwerk van het land waar de trein binnenrijdt, maar door een programmeerfout bleek de trein een verhoogd risico te hebben om aldaar het contact met het netwerk te verliezen, waardoor de trein automatisch tot stilstand komt. Een ander softwareprobleem zorgde ervoor dat de trein het signaal kreeg dat hij in de verkeerde richting zou rijden, waardoor de trein remt. Mogelijk zou het oplossen van deze softwareproblemen minstens een jaar in beslag nemen.

## Einde van de V250 in België en Nederland

### NMBS stopt met V250
Op 31 mei 2013 maakte de NMBS bekend definitief te stoppen met de V250. De levering van drie V250's door AnsaldoBreda aan NMBS werd geannuleerd. De V250-treinen waren voor de NMBS onder de loep genomen door de ingenieursbureaus Mott MacDonald en Concept Risk en die waren onder andere op de volgende problemen gestuit:
- Grootschalige problemen met waterindringing.
- Roestvorming op de assen, met als voorbeeld een as van een trein met roestplekken na slechts enkele kilometers rijden.
- Slechte montage van hydraulische leidingen en elektrische kabels aan de onderkant van de trein, waardoor deze gevoelig zijn voor schade door opspattende ballaststenen.
- Een afgerukte retourstroomkabel.
- Technische verschillen tussen de stellen, doordat de monteurs de stellen ieder op eigen wijze gefabriceerd hebben.
- De hoorn (deel van het veiligheidssysteem) was niet beschermd en werd bij sneeuwval onbruikbaar, doordat sneeuw zich in de tyfoon ophoopte.
- Problemen met het remsysteem. Het gebruikte systeem is ontworpen voor 160 km/h, en niet door de UIC gehomologeerd voor 250 km/h, de toegestane maximumsnelheid voor de V250. Bovendien is tijdens winterse omstandigheden een nog lagere maximumsnelheid nodig, omdat de remweg anders te lang wordt.
- De batterijen (die zich onder de reizigerscabine bevinden) konden vlam vatten. Er zijn foto's van zichtbare schade na een batterijbrand in Watergraafsmeer. Eén beeld toonde schroeiplekken in het tapijt van het rijtuig.

In totaal waren er zesentwintig problemen die het gebruik in de commerciële dienst verhinderden. Door de mankementen waren er van de negen stellen die NS al had afgenomen, slechts twee beschikbaar voor testen of eventuele commerciële inzet. De rest stond met schade aan de kant: twee met winterschade, een met brandschade na een vlamvattende accu, een vanwege grootschalige problemen met deuren, twee vanwege problemen met de draaistellen (te veel vibraties tijdens het rijden) en een vanwege tractieproblemen.
In het onderzoeksrapport werd gebruikgemaakt van het strafpuntensysteem van NedTrain. Dit systeem geeft vijf punten bij een ongemaksprobleem, tien punten bij een betrouwbaarheidsprobleem en twintig punten bij een veiligheidsprobleem. Maximaal mag een trein volgens dit systeem tien strafpunten hebben. Onderzoek bij twee halve V250-stellen resulteerde in 1157 en 2019 punten. De V250-treinen waren volgens NMBS-baas Marc Descheemaecker onveilig, onbetrouwbaar en "een miskoop". De levering van drie voor België bestemde treinen is daarom geannuleerd en het betaalde geld - 37 miljoen euro - werd teruggeëist. 
AnsaldoBreda zei "verbijsterd, ontzet en teleurgesteld" te zijn over het besluit in België, verwierp alle kritiek en noemde het een belediging voor alle Belgen, Nederlanders en Italianen die aan het project hebben gewerkt. De fabrikant bereidde dan ook juridische stappen voor tegen de NMBS.

### NS stopt met V250
De NS-directie sprak op 29 mei 2013 uit te willen stoppen met de V250 en de concessie uit te willen voeren met alternatief materieel. De raad van commissarissen van de NS verleende hieraan een dag later zijn unanieme goedkeuring. Op 3 juni 2013 werd het voorgenomen besluit openbaar gemaakt, nadat eerst nog enkele financiële consequenties waren onderzocht. Doorgaan was volgens de NS "niet verantwoord en niet wenselijk voor de reiziger". Het bedrijf was van mening dat AnsaldoBreda niet in staat was de aanhoudende technische problemen te verhelpen "binnen voor de reizigers en NS aanvaardbare termijnen, risico's en financiële kaders". "Duidelijk is geworden dat de V250-trein niet voldoende betrouwbaar is om een robuuste dienstregeling mogelijk te maken", aldus de NS in een officiële verklaring. Volgens de NS komt uit onderzoeken naar voren dat het treinontwerp aanvaardbaar is, maar dat het eindproduct buitensporig veel fouten laat zien. Zo was de afbouwkwaliteit onvoldoende en bleek elke trein anders afgewerkt. De verwachte levensduur van de trein zou volgens experts veel korter zijn dan de contractueel afgesproken dertig jaar. Het herstel van de afbouwfouten zou anderhalf tot twee jaar duren, maar tegelijk ging NS ervan uit dat dit scenario niet gehaald kon worden, aangezien de fabrikant niet over de juiste vaardigheden zou beschikken. Onderhoud van de V250 zou duurder en arbeidsintensiever worden dan gedacht, waardoor het materieel volgens de NS onvoldoende bedrijfszeker te krijgen was. Daarom zou de order voor de zeven nog te leveren stellen geschrapt worden, zouden de negen al geleverde stellen teruggegeven worden aan AnsaldoBreda en zou getracht worden alle betaalde kosten en financiële schade te verhalen op de producent.
AnsaldoBreda verklaarde dat de beslissing om te stoppen niet om technische redenen genomen kon zijn. "De treinstellen hebben alle internationale testen doorstaan en ze voldoen aan alle veiligheidsnormen, getuige ook de certificaten die door de Nederlandse en Belgische spoorwegen zijn afgegeven." De Inspectie Leefomgeving en Transport (ILT) had ook een certificaat voor de V250 gegeven. "Alle verplichte stappen waren gezet. De ILT was daarom verplicht de vergunning af te geven", verklaarde de inspectie-generaal Jenny Thunnissen. "Certificering wil nog niet zeggen dat een trein veilig is", vervolgt ze. "Ik geef geen veiligheidscertificaat af."

### Juridische problemen
Nadat de NMBS en de NS meedeelden te stoppen, ontstond er al snel een gerechtelijke strijd met producent AnsaldoBreda.
De NMBS had een aanbetaling gedaan voor zijn treinstellen, waarvoor bankgaranties gedaan waren met de ING-Bank. Een Italiaanse rechtbank bepaalde dat AnsaldoBreda de bankgaranties aan NMBS niet hoeft terug te betalen. De ING spande daarop voor de NMBS een kort geding aan om de blokkering van de terugbetaling van de bankgaranties op te heffen. Een rechter van de rechtbank in Utrecht heeft op 3 juli 2013 geoordeeld dat ING, dat garant stond voor de voorschotten, het bedrag van totaal 37 miljoen euro mag terugbetalen aan de NMBS. Op 4 juli 2013 was bij de rechtbank in Milaan een hoorzitting over de bankgaranties. Op 5 juli 2013 werd bekend dat de Italiaanse rechtbank heeft besloten tot opschorting van de blokkade waardoor ING de bankgaranties mag gaan uitbetalen. Op 18 juli 2013 werd bekend dat AnsaldoBreda de bankgaranties met een bedrag van totaal 37 miljoen euro aan ING en 10 andere bankinstellingen heeft betaald.
AnsaldoBreda eiste via een kort geding op 28 juni 2013 te Utrecht dat de NMBS en de NS alle 19 treinen afnemen. AnsaldoBreda eiste inzicht in rapporten van NS en NMBS over gebreken van de treinstellen. AnsaldoBreda eiste ook dat de rechter een commissie van onafhankelijke deskundigen zou aanstellen om de rapporten te bestuderen. Ook wilde AnsaldoBreda afdwingen dat NS en NMBS geen nieuwe overeenkomsten met derden mogen aangaan. Op 3 juli 2013 deed de rechtbank te Utrecht een uitspraak. De eisen zijn door de rechter afgewezen.
AnsaldoBreda baseerde zich vooral op twee punten. De Inspectie Leefomgeving en Transport (ILT) had reeds een certificaat aan de NS gegeven voor de V250. Inspecteur-generaal Jenny Thunnissen van het ILT verklaarde echter: "Alle verplichte stappen waren gezet. ILT was daarom verplicht de vergunning af te geven. Certificering wil nog niet zeggen dat een trein veilig is, ik geef geen veiligheidscertificaat af."
Daarnaast maakte de NOS op 15 augustus 2013 bekend dat tot een week voordat alle treinen in januari uit de dienst werden gehaald, de NS wilde doorgaan met de koop van alle nog te leveren treinen. Wel moest er overeenstemming komen over de data van levering en moesten alle problemen met de treinen door AnsaldoBreda worden opgelost. AnsaldoBreda schreef dat "systeemfouten" in een ontmoeting later die maand nog besproken konden worden, maar wilde niet garanderen dat de problemen verholpen werden.
AnsaldoBreda is bij de rechtbank in Utrecht in hoger beroep gegaan tegen het vonnis van de rechtbank in Utrecht in het kort geding dat op 3 juli 2013 plaatsvond. Deze zitting vond op donderdag 19 september 2013 plaats. Ook deze werd verloren door het Italiaanse bedrijf.
Op 10 september 2013 ging de juridische strijd over de V250 een nieuwe fase in. AnsaldoBreda eiste bij het gerechtshof in Amsterdam inzage in drie rapporten die de NS en de Belgische NMBS hadden laten opstellen over de mankementen van de V250. De Belgische toezichthouder Dienst Veiligheid en Interoperabiliteit der Spoorwegen (DVIS) laat de V250 niet meer toe. Ook de Nederlandse toezichthouder ILT laat de V250 niet meer toe op het spoor.

### V250-treinstellen terug naar fabrikant
Op 17 maart 2014 werd bekendgemaakt dat alle reeds aan NS geleverde V250-treinstellen, die al meer dan een jaar buiten dienst stonden op een emplacement in Amsterdam, teruggingen naar Italië. De NS ontving hiervoor 125 miljoen euro van de Italiaanse treinenbouwer AnsaldoBreda. Een dreigende langdurige juridische procedure was hierdoor van de baan.
Indien AnsaldoBreda de treinen kan verkopen, dan krijgen de Nederlandse Spoorwegen voor de eerste zes treinen niets en voor de volgende zes € 3,5 miljoen per trein. NS heeft ondertussen een aanvullende betaling van 21 miljoen teruggekregen.
De NMBS, AnsaldoBreda en zijn moedermaatschappij Finmeccanica hebben op 5 mei 2014 een oplossing bekendgemaakt voor hun geschil over de drie V250-treinen. De bedrijven hebben afgesproken dat alle V250-treinen teruggaan naar AnsaldoBreda in Italië en dat de NMBS 2,5 miljoen euro terugkrijgt. De V250-treinen kunnen bij AnsaldoBreda geschikt worden gemaakt aan de wensen van andere klanten.
Op 5 september 2014 werd de eerste trein (4802) in de werkplaats in de Watergraafsmeer gereedgemaakt voor transport naar Italië. Op 22 november 2014 vertrok de laatste trein (4801) naar Italië; vijf-en-een-half jaar na aankomst van het eerste treinstel in Nederland.

## Tweede leven inItalië

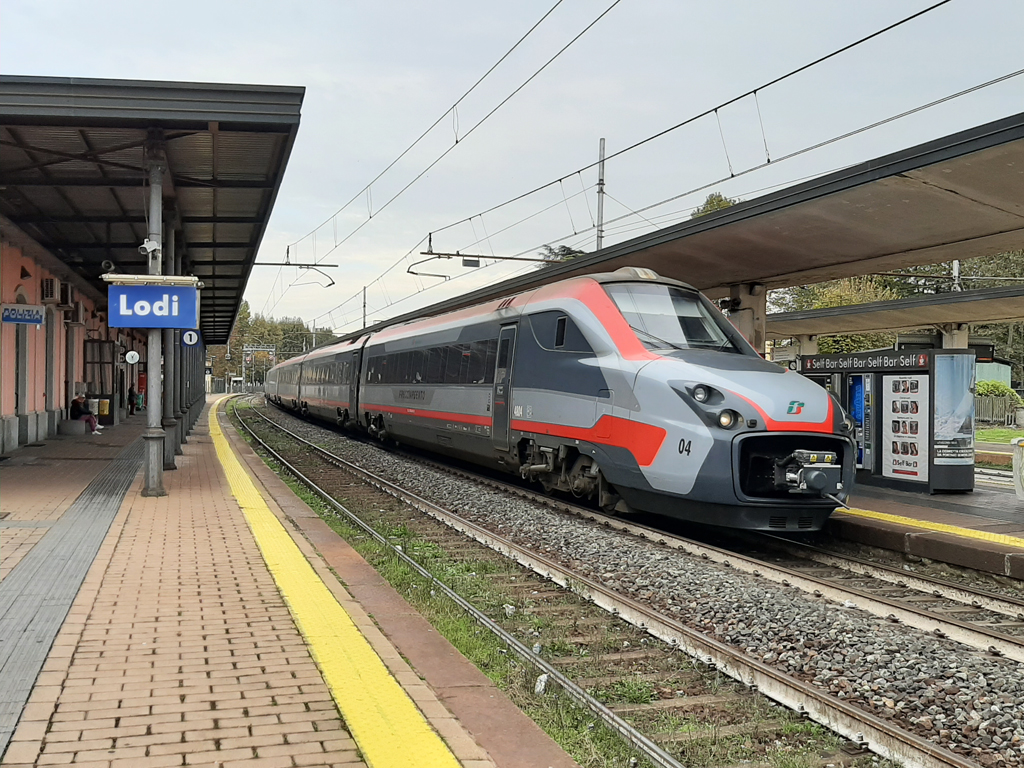
Als Frecciargento FS ETR.700 op Lodi

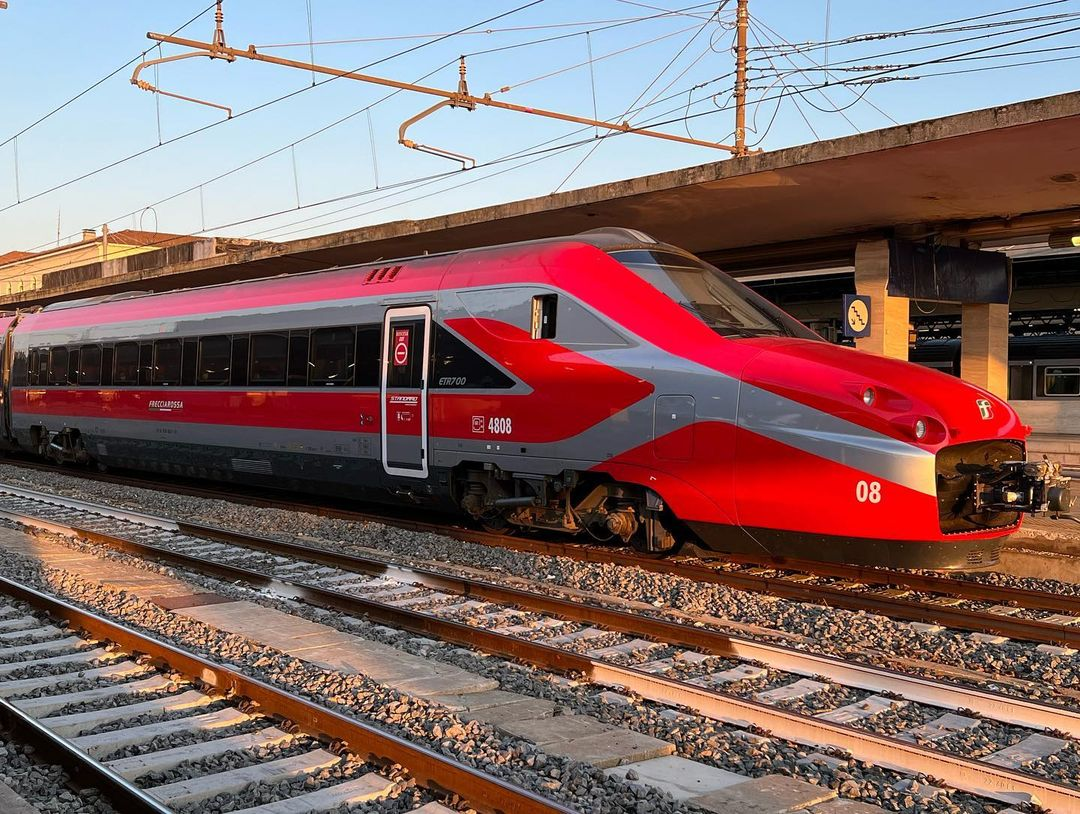
Als Frecciarossa FS ETR.700

Door Hitachi, sinds 2015 eigenaar van AnsaldoBreda, zijn op verschillende locaties in Italië testritten uitgevoerd, o.a tussen Milaan en Turijn, bij Napels, in de buurt van de fabriek in Pistoia en tussen Orte en Chiusi.
De Italiaanse spoorvervoerder Trenitalia was de mogelijke koper van de Fyra-treinen. Ze zouden dan vanaf december 2018 als Frecciargento worden ingezet op het traject Station Milano Centrale – Lecce. De NS zou door deze verkoop nog maximaal € 21 miljoen voor de treinen kunnen krijgen. Eerder was sprake van een mogelijke inzet op het traject Lecce – Rome – Bari en op de door Trenitalia overgenomen spoorwegen in Griekenland.
Vanaf juni 2019 worden de in 2017 door Trenitalia aangekochte treinstellen na een opknapbeurt onder de naam Frecciargento ETR 700 ingezet tussen Station Milano Centrale en Ancona, een afstand van ruim 400 kilometer. De treinstellen hebben nu een kleurencombinatie van lichtgrijs, donkergrijs en oranje. Ze gaan dan rijden tussen Milaan en Venetië en langs de Adriatische kust naar Bari, Ancona en Lecce.
Vanaf eind mei 2022 werden de ETR.700's opnieuw in Frecciarossa-kleuren op de rails gezet en vervolgens op 11 december opnieuw geclassificeerd in deze categorie.

## Naamgeving
De treinstellen zijn onder verschillende namen bekend. De fabrikant, het Italiaanse AnsaldoBreda, noemt het type V250, naar de maximumsnelheid waarvoor de trein ontworpen is. Onder de naam Albatros is het project van de nieuwe treinstellen uitgevoerd. De naam van de treindienst waarvoor de treinen werden ingezet was Fyra. Onder deze naam werden ze dan ook bij het grote publiek bekend. Daarnaast waren de stellen ook wel bekend onder de bijnamen vogelbekdier en stofzuiger (beide naar de vorm van de kop van de stellen).

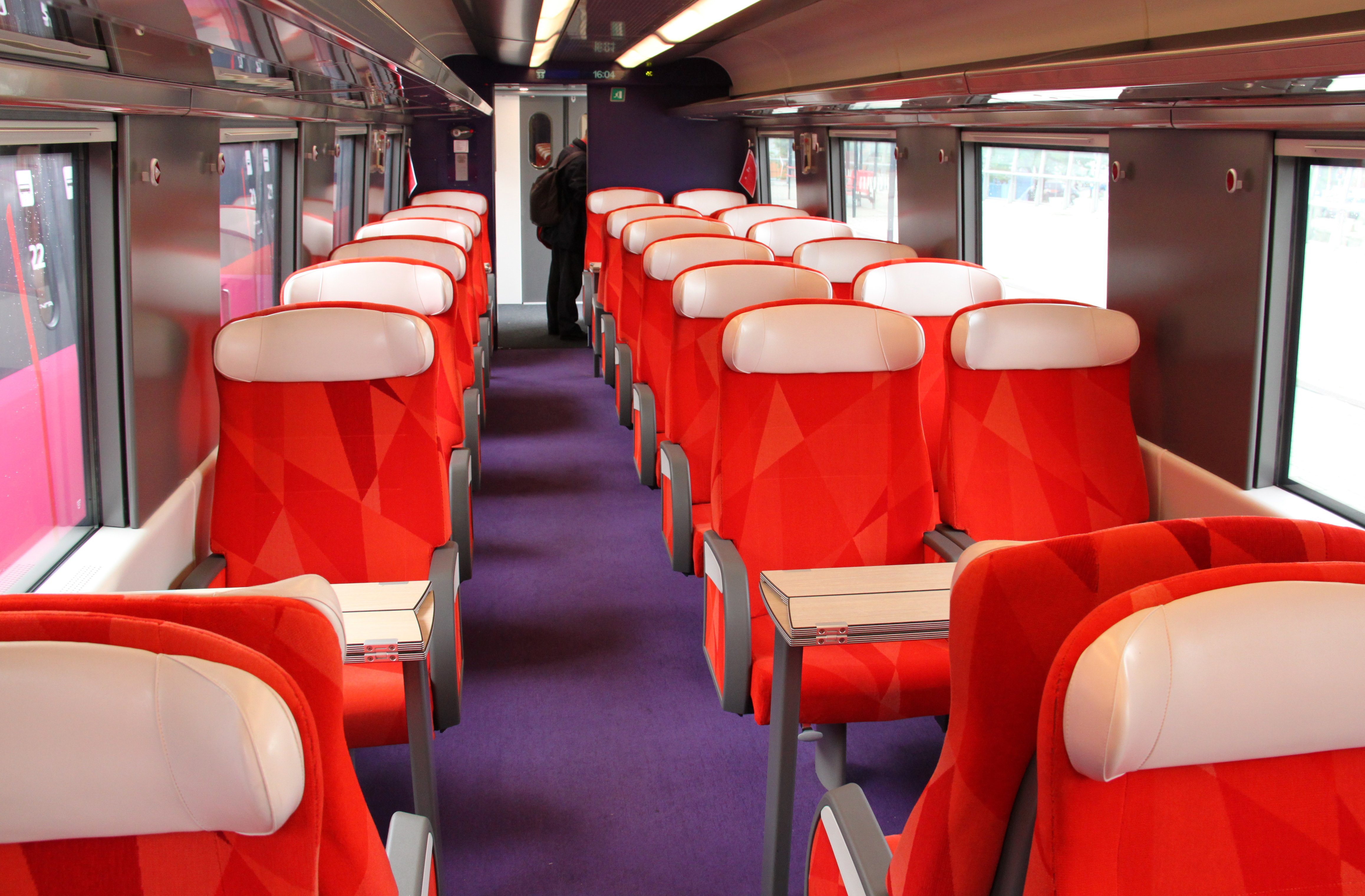
Interieur 1e klas, ontworpen door LCI industries
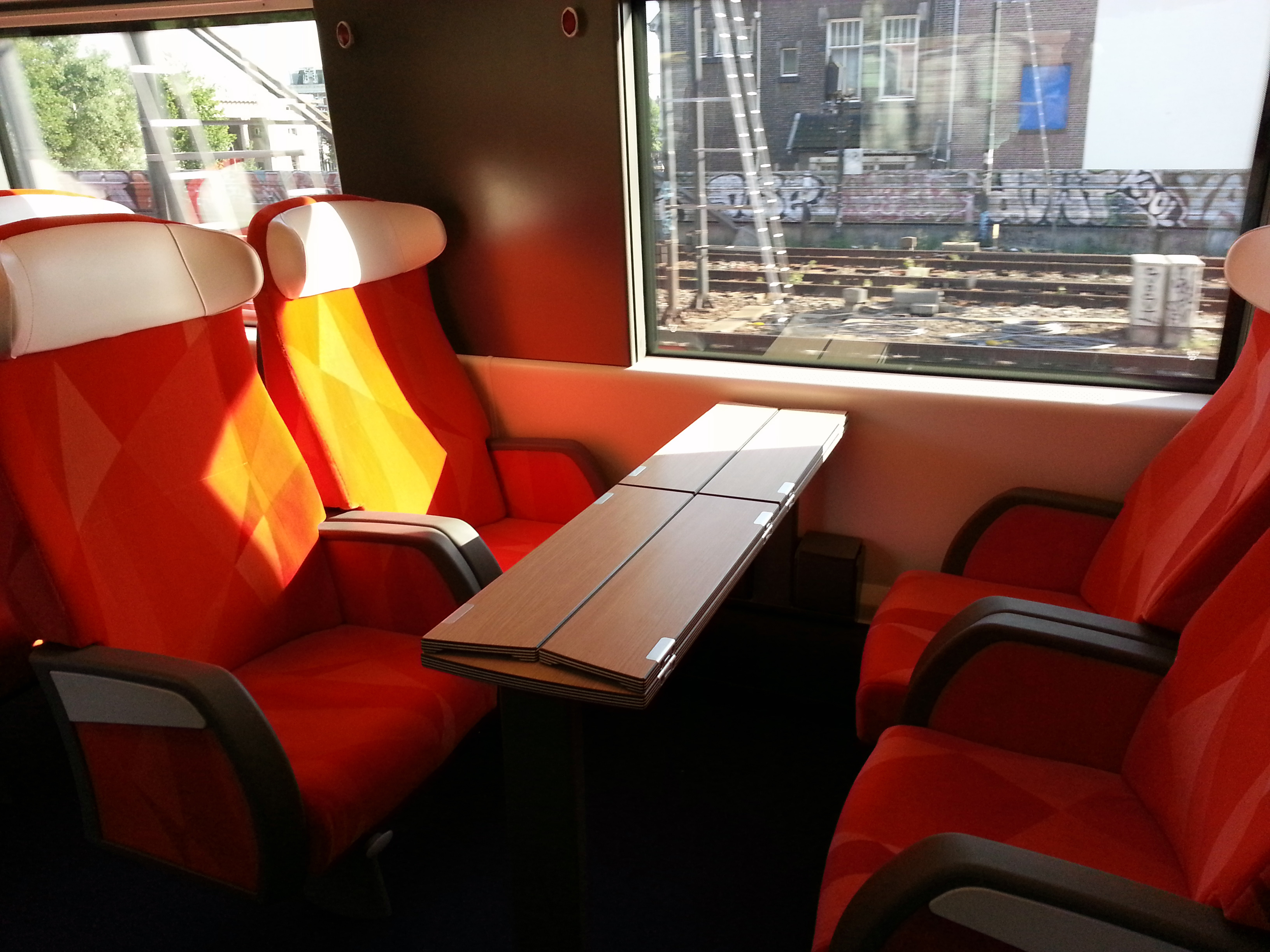
Zetels in de 1e klas
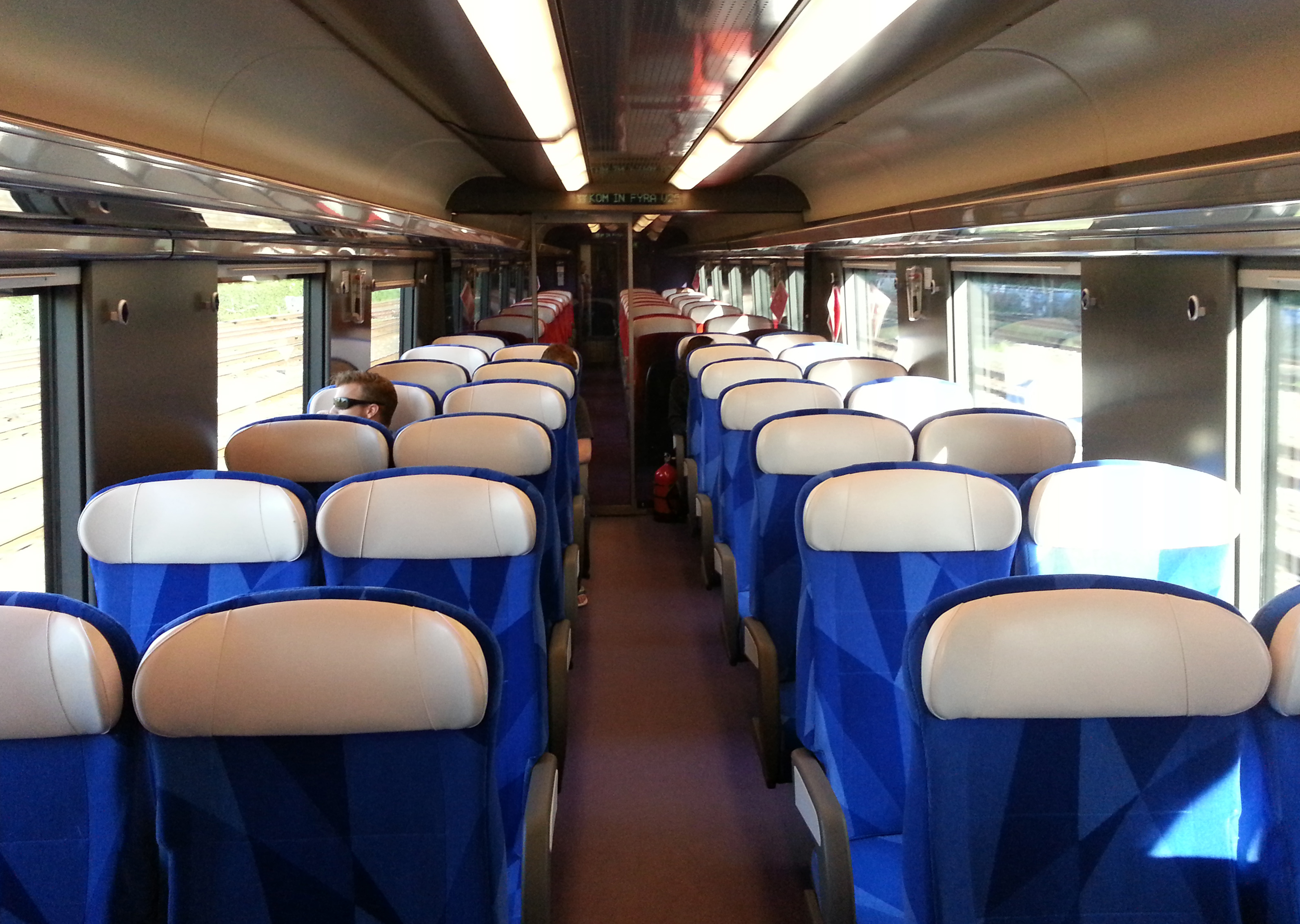
Interieur 2e klas (achterin 1e klas)
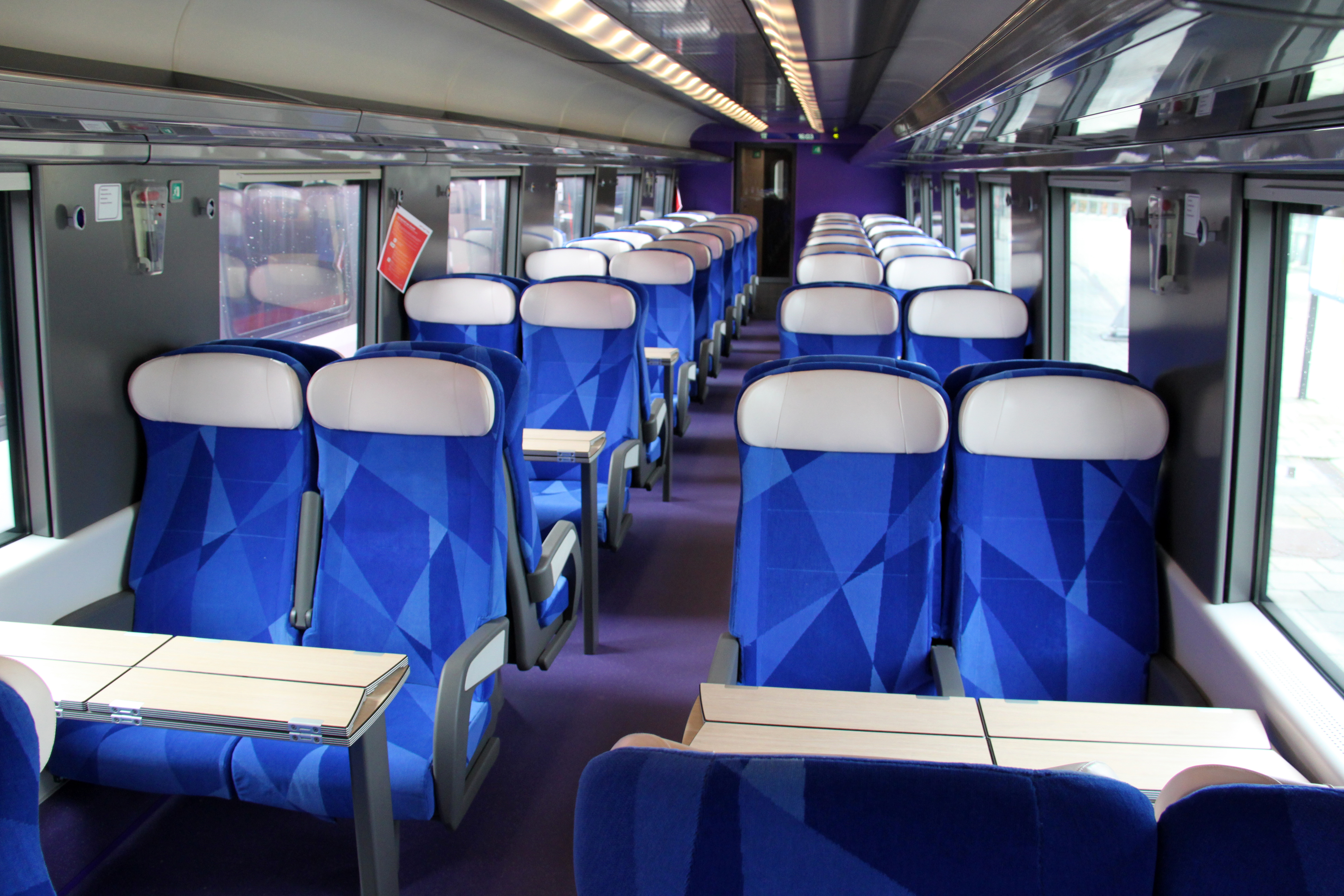
Interieur 2e klas
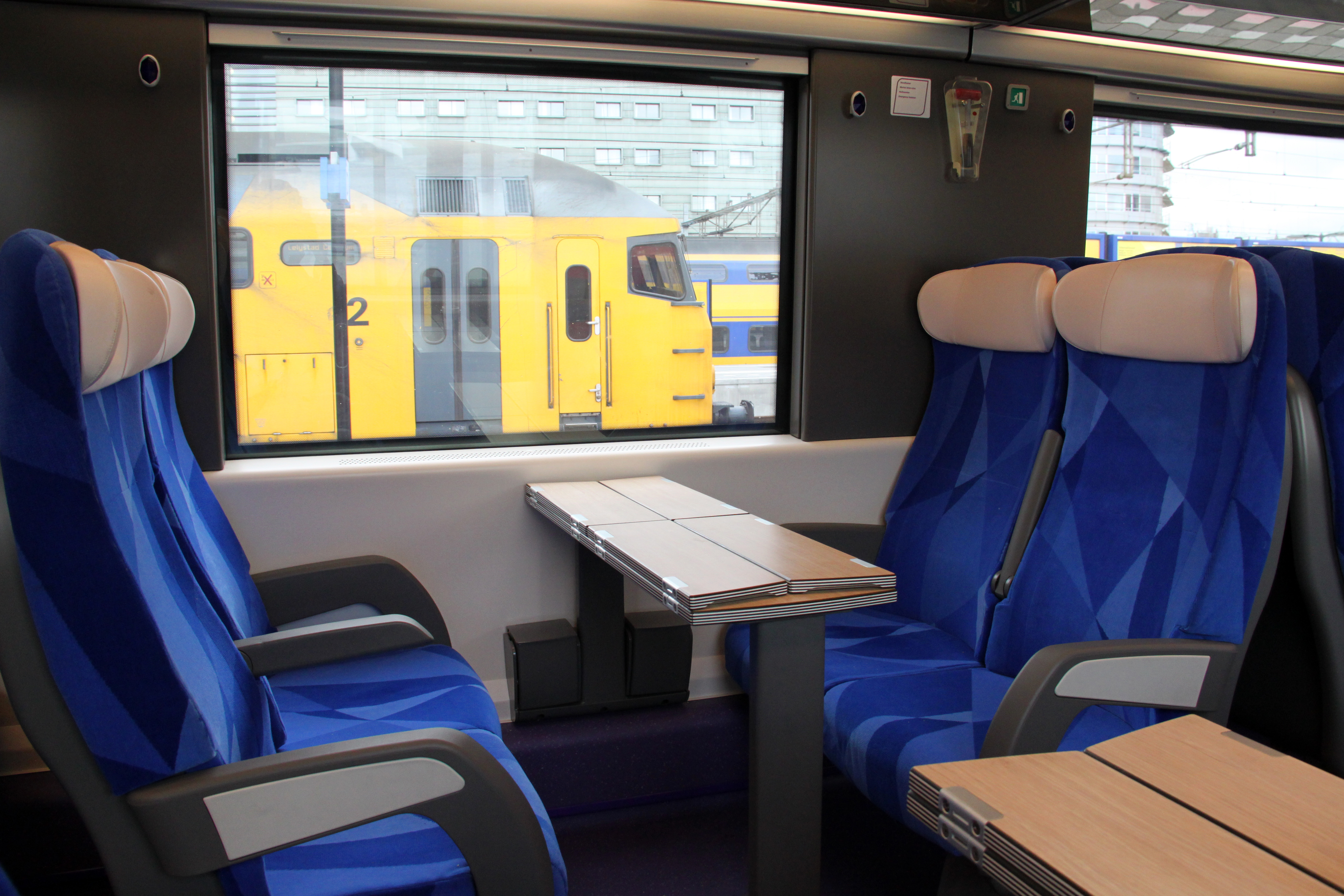
Zetels in de 2e klas
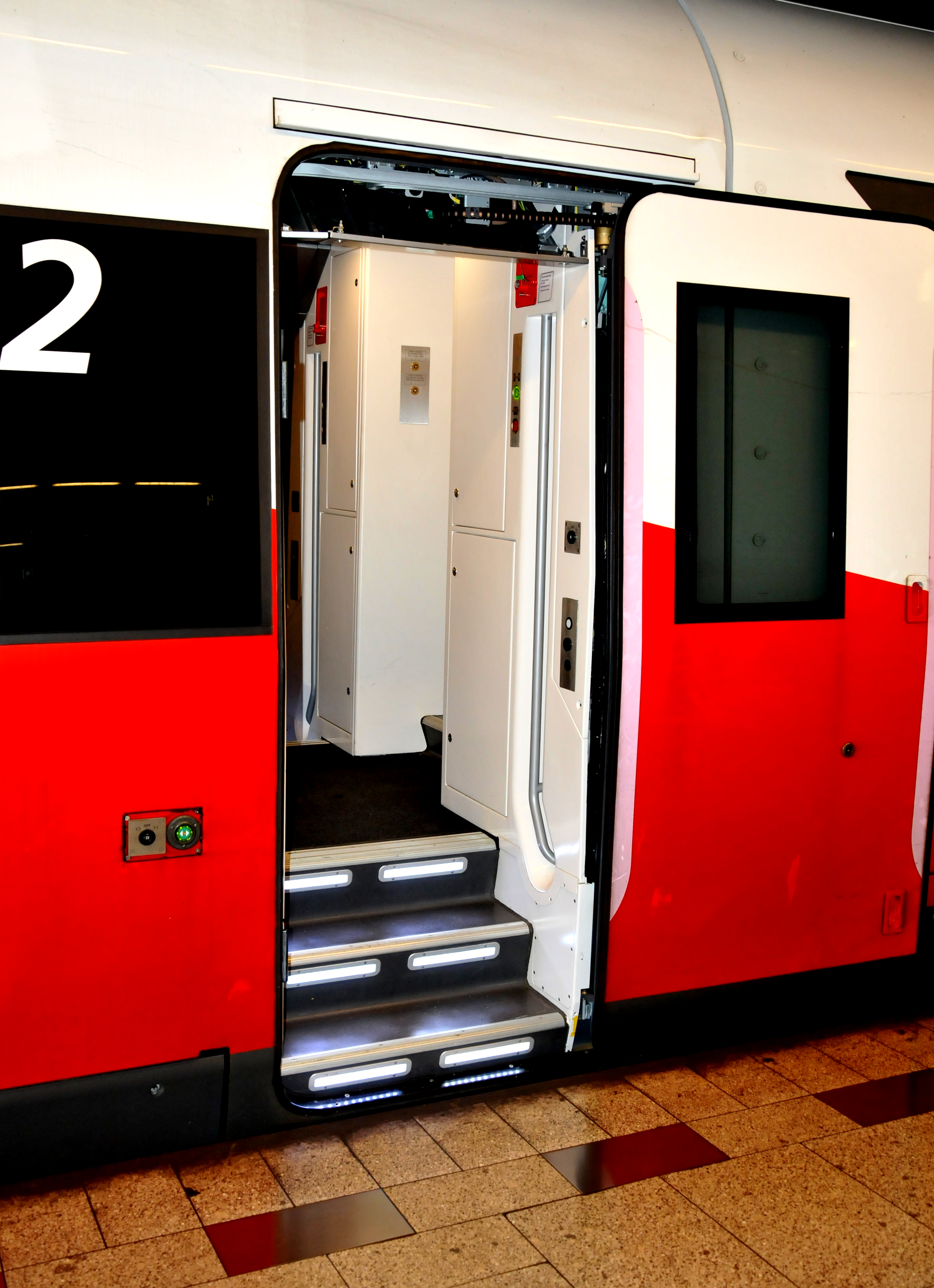
Ingang 2e klas
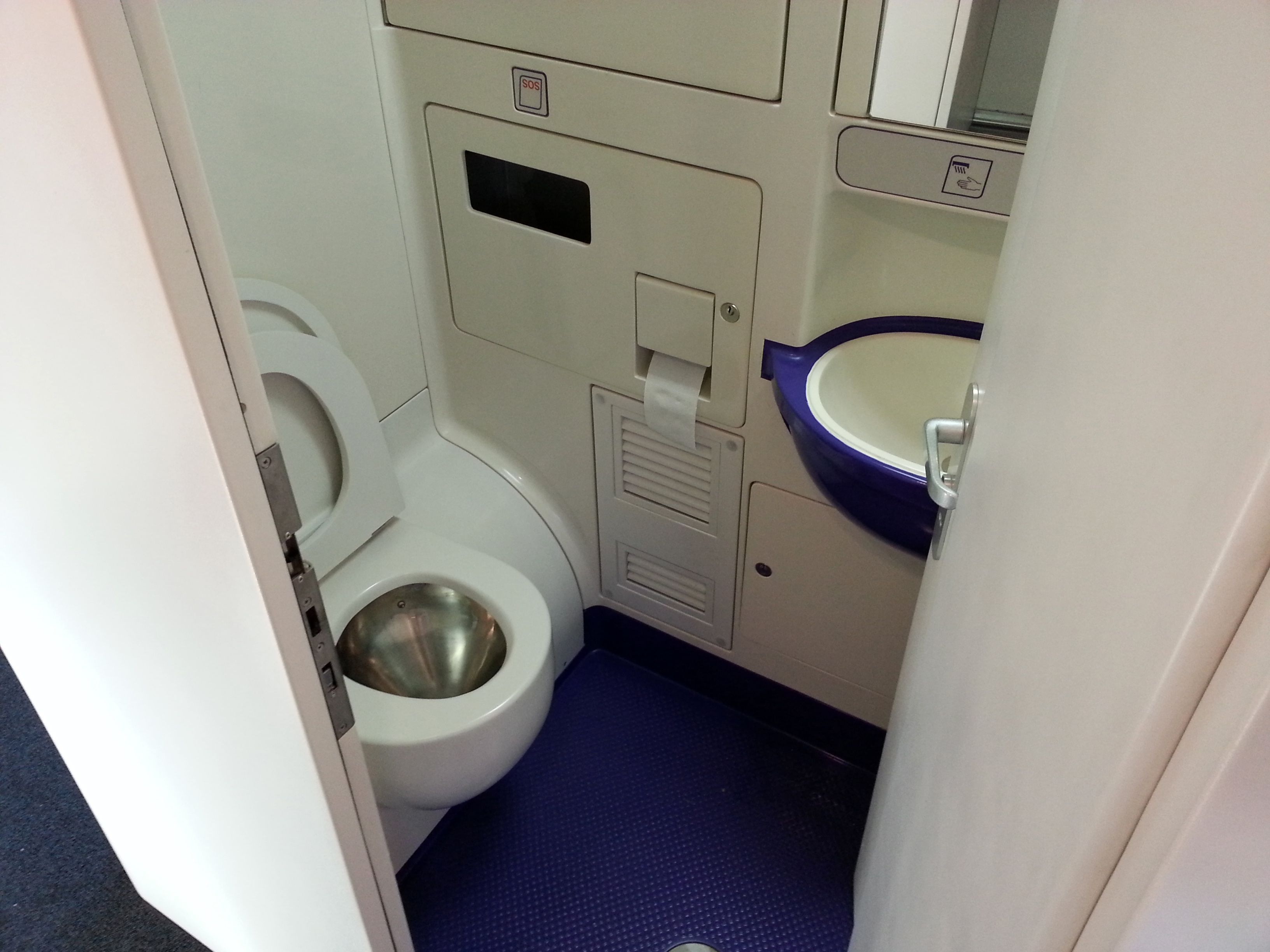
Toilet
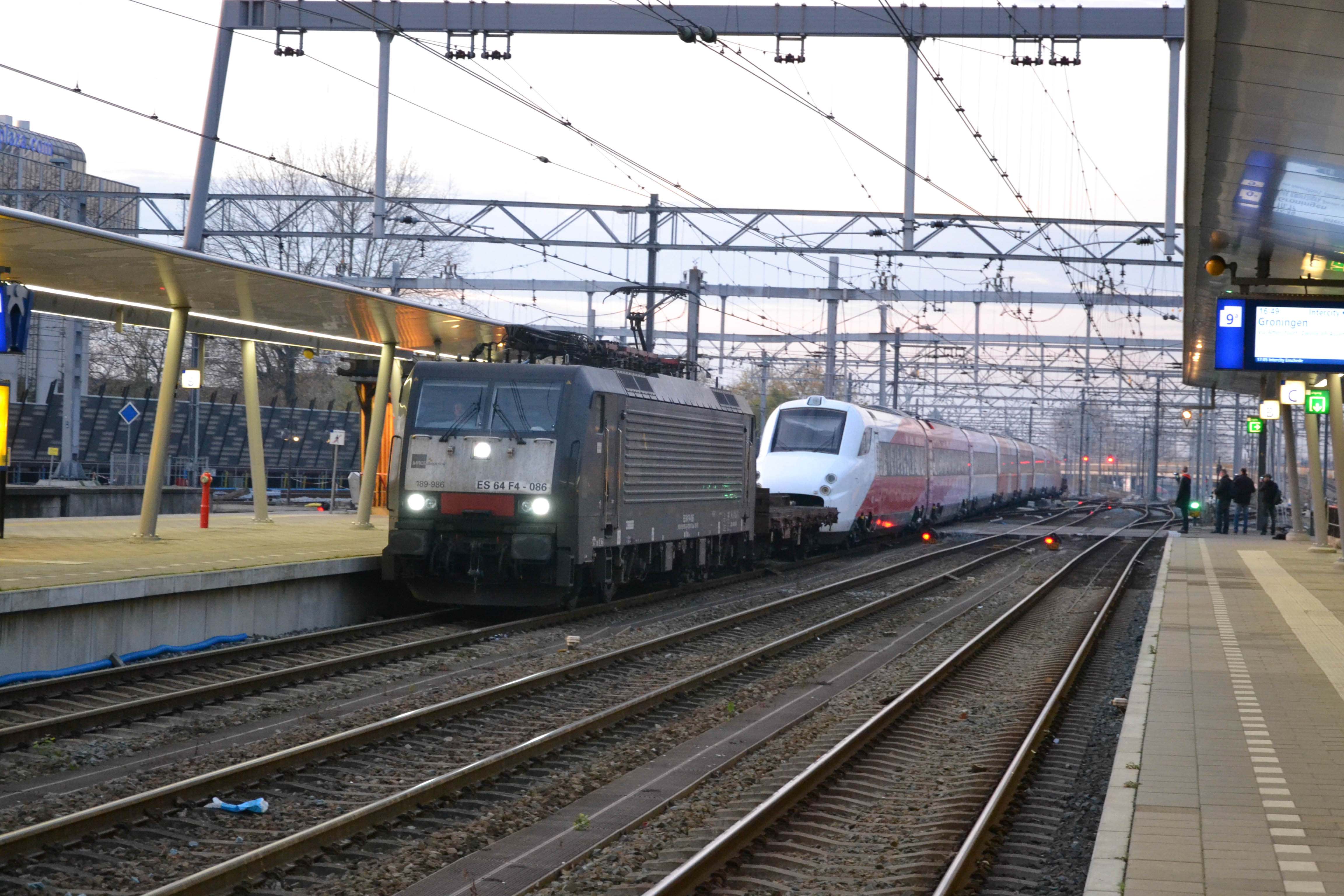
De laatste V250 voor de Fyradienst wordt teruggebracht naar Italië
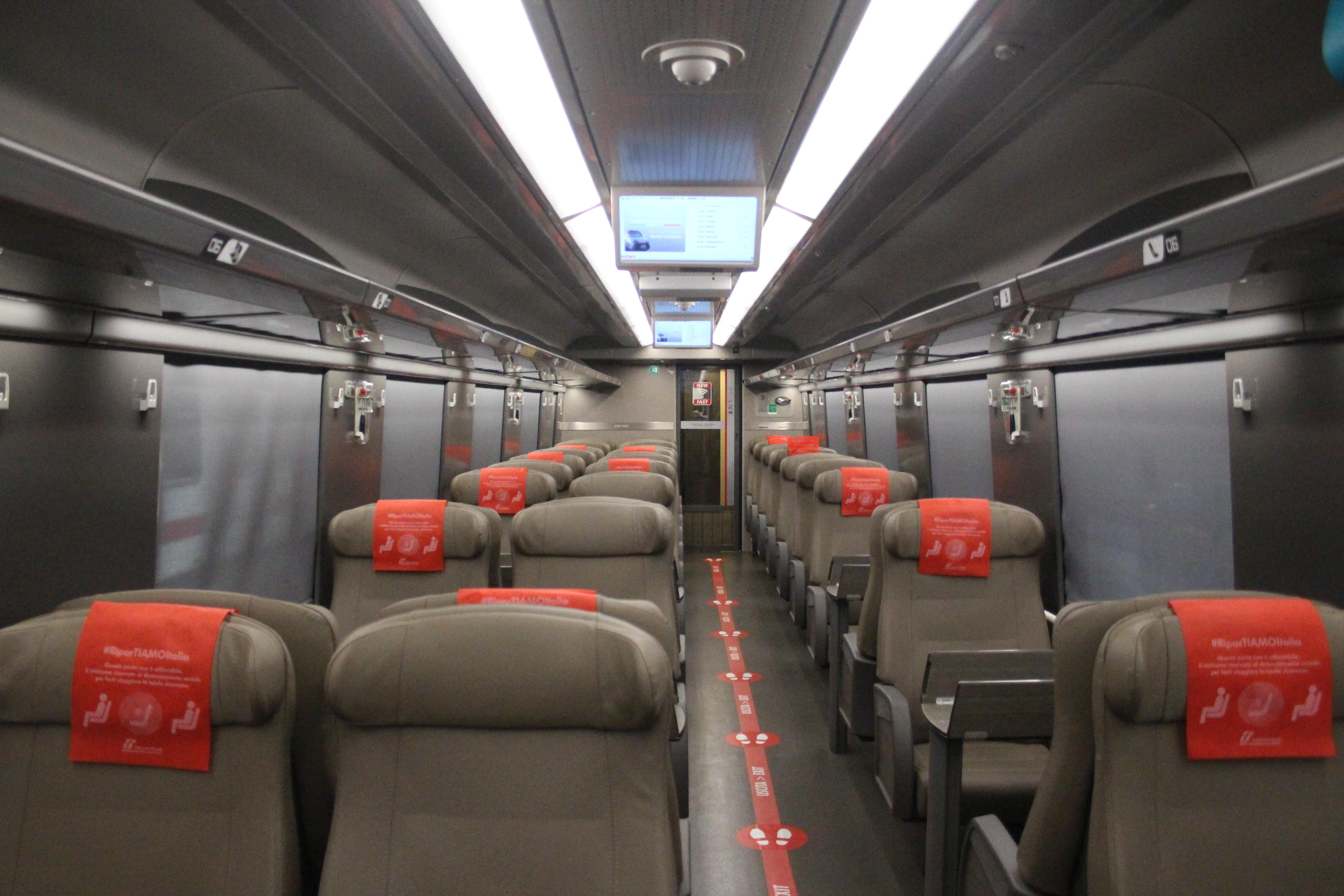
Interieur Business Class van de Frecciargento ETR.700